# Ardit
Ardit è il nome di monete catalane di biglione, poi di rame, coniata in diverse località della Catalogna durante il XVI e il XVII secolo. Al dritto dell'ardit c'erano le lettere A-R.
Le monete furono coniate sotto i re Filippo III di Spagna (1598-1621), Filippo IV di Spagna (1621-1665).
Esistono anche monete coniate dopo la guerra di successione spagnola, ad esempio da Ferdinando VI.
Il nome è ripreso da quello dell'hardi, monete coniate nel sud della Francia.
In castigliano è chiamata "ardite", ma si trova anche "ardico" e "ardicus" (in latino). In Spagna si diceva "no vale un ardite", per dire non vale nulla.